# Christian Gerthsen
Christian Jørgen Gerthsen (21. November 1894 i Hørup – 8. December 1956 i Karlsruhe, Tyskland) var en dansk[kilde mangler]-tysk fysiker, mest kendt som forfatter af lærebogen Gerthsen Physik.

## Liv og uddannelse
Christian Gerthsen blev født på Als som søn af danske[kilde mangler] forældre, Nis Gerthsen og Helene Elise Jørgensen. Fra 1913 til 1914 studerede Gerthsen ved universitetet i Heidelberg og Ludwig-Maximilians-Universität München. Under 1. verdenskrig gjorde han militærtjeneste for Tyskland, fra 1919 til 1920 fortsatte han sine studier ved universitetet i Göttingen og fra 1920 ved universitetet i Kiel. Han modtog sin doktorgrad i 1922 under Walther Kossel med et speciale om den elektrostatiske fortolkning af løsningernes egenskaber og forblev Kossels assistent indtil 1930. I 1929 fik han akademiske rettigheder (til bl.a. undervisning) med et speciale om undersøgelse af feltforløbet på K-skallen ved hjælp af H-stråler. Han overgik derefter til universitetet i Tübingen som privat lektor.
I 1932 rejste han til universitetet i Giessen , hvor han blev udnævnt til professor i eksperimentel fysik. I 1939 flyttede han til universitetet i Berlin, hvor han blev direktør for Physikalischen Institut. Gerthsen var ligeledes leder af Vierjahresplaninstituts Nr. 32 für Atombauforschung in Berlin KW-7, Reichstagufer 7–8.  Fra og med 1948 var han tilknyttet Karlsruher Institut für Technologie (Karlsruhe TH), hvor han virkede de sidste år.
Hans grundkursusbog, Gerthsen Physik, der i dag er standardlærebog i fysik verden over, blev oprettet ud fra udskrifterne af hans foredrag i Berlin i 1946/47 og dukkede op for første gang i 1948. Samme år gik Gerthsen til Karlsruhe TH, hvor han ledede genopbygningen af fysikafdelingen og fysikinstituttet efter 2. verdenskrig. I 1950'erne foreslog han at bygge et moderne fysiklokale. Han forblev direktør på instituttet frem til sin død i 1956. Siden 1951 var han fuldgyldigt medlem af Heidelbergs Videnskabelige Akademi.

## Forskning
Under sit ophold i Giessen, forskede Gerthsen i kernefission. Blandt andet kiggede han på nukleare kæderaktioner og udsending af partikler. Det gav ham idéen om en såkaldt tandem-accelerator.
Senere udførte han spredningsforsøg med ladede partikler, bl.a. var han én af de første, der brugte Geiger-Müller-rør til at evaluere dem. Han var i stand til eksperimentelt at bevise udvekslingseffekten som skitseret i lærdommen om kvantemekanik.

## Udvalgt litteratur
- C. Gerthsen (Physikalisches Institut der Universität, Kiel) Über die Möglichkeit der Erregung von Röntgenstrahlen durch den Stoß von α- und Kanalstrahlen, Zeitschrift für Physik Volume 36, Number 7, side 540-547 (1926). Udgivet 14 February 1926.
- C. Gerthsen Ein Maltekationsverfahren von Kanalstrahlenenergien und seine Anwendung auf Atomzertrümmerung, Naturwissenschaften Volume 20, Number 40, side 743-744 (1932)
- C. Gertshen (I. Physikalisches Institut der Universität, Berlin) and E. Grimm (I. Physikalisches Institut der Universität, Berlin) Der Ionisierungsaufwand von radioaktiven Rückstoßatomen, Zeitschrift für Physik Volume 120, Numbers 7-10, side 476-485 (1943). Udgivet 30 September 1942.

## Bøger
- Karl Bechert and Christian Gerthsen Atomphysik Bd. I Allgemeine Grundlagen (De Gruyter, 1944, 1955, 1959)
- Karl Bechert and Christian Gerthsen Atomphysik Bd. II Allgemeine Grundlagen (De Gruyter, 1944, 1959, 1963)
- Christian Gerthsen, Gerthsen Physik (Volk u. Wissen, 1948, 1951) (Springer, 1956, 1958)
- Christian Gerthsen und Max Pollermann Einführung in das physikalische Praktikum zum Studium der Physik als Nebenfach (Springer, 1953)
- Christian Gerthsen and Max Pollermann Einführung in das physikalische Praktikum (Springer, 1960, 1964, 1967)
- Christian Gerthsen und M. Pollermann Einführung in das Physikalische Praktikum. Für Mediziner und das Anfängerpraktikum (Springer-Verlag, 1982)
- Christian Gerthsen und Hans Otto Kneser Physik (Springer, 1960, 1963, 1964, 1966, 1969)
- Karl Bechert and Christian Gerthsen Atomphysik Bd. III, Theorie des Atombaus (De Gruyter, 1954, 1963)
- Karl Bechert, Christian Gerthsen, and Arnold Flammersfeld Atomphysik. Bd. IV. Theorie des Atombaus 2. Teil (De Gruyter, 1954, 1963, 1984)
- Christian Gerthsen, Hans O. Kneser, and Helmut Vogel Physik: Ein Lehrbuch Zum Gebrauch Neben Vorlesungen (Springer-Verlag, 17th edition, 1993)
- Christian Gerthsen und Helmut Vogel Gerthsen Physik (Springer-Verlag, 1995, 1997, 2001)
- Christian Gerthsen and Dieter Meschede Gerthsen Physik. Mit 1074 Aufgaben und vollständigen Lösungen auf CD-ROM (Springer, 2003, 2005)
- Christian Gerthsen, author and Dieter Meschede, editor Gerthsen Physik (Springer; 23. udgave, 2007) Denne tekstbog er opgivet til at indeholde 1.157 sider.